# Resolutie 784 Veiligheidsraad Verenigde Naties
Resolutie 784 van de Veiligheidsraad van de Verenigde Naties werd unaniem aangenomen op 30 oktober 1992. Middels deze resolutie stemde men in met een door de secretaris-generaal voorgestelde tijdelijke uitbreiding van het mandaat van de ONUSAL-waarnemingsmacht.

## Achtergrond
Begin jaren 1980 waren de landen Nicaragua, Honduras en ook El Salvador in conflict met elkaar. In Nicaragua voerden allerlei groeperingen een gewapende strijd tegen de overheid. Die groeperingen werden heimelijk gesteund door de Verenigde Staten. Die laatsten gingen ook een overeenkomst aan met Honduras tegen communistische bewegingen in Nicaragua en El-Salvador.
In El Salvador was een burgeroorlog uitgebroken tussen de overheid en de communistische beweging FMLN. Rond 1990 werd onderhandeld over vrede, wat in 1992 leidde tot de Vrede van Chapultepec.

## Inhoud
De Veiligheidsraad:
- herinnert aan resolutie 637;
- herinnert ook aan de resoluties 693, 714 en 729;
- neemt nota van de brief van secretaris-generaal Boutros Boutros-Ghali waarin hij vertraging in het schema uit resolutie 729 naar voren brengt;
- neemt ook nota van de brief waarin hij een tijdelijke uitbreiding van het mandaat van de ONUSAL-waarnemingsmissie in El Salvador voorstelt;

1. keurt het voorstel om het mandaat van ONUSAL tijdelijk uit te breiden voor een periode tot 30 november 1992 goed;
2. vraagt de secretaris-generaal om tegen dan aanbevelingen te doen over de uitbreiding, het mandaat, de benodigde sterkte van ONUSAL en de financiële gevolgen om de uitvoering van de laatste fasen van het vredesproces op te volgen;
3. dringt er bij beide partijen op aan om hun verplichtingen uit de akkoorden die op 16 januari 1992 in Mexico-Stad werden getekend na te leven en de huidige moeilijkheden te overkomen;
4. besluit om op de hoogte te blijven.

## Verwante resoluties
- Resolutie 729 Veiligheidsraad Verenigde Naties
- Resolutie 730 Veiligheidsraad Verenigde Naties
- Resolutie 791 Veiligheidsraad Verenigde Naties
- Resolutie 832 Veiligheidsraad Verenigde Naties (1993)

Lijst ·  726 ·  727 ·  728 ·  729 ·  730 ·  731 ·  732 ·  733 ·  734 ·  735 ·  736 ·  737 ·  738 ·  739 ·  740 ·  741 ·  742 ·  743 ·  744 ·  745 ·  746 ·  747 ·  748 ·  749 ·  750 ·  751 ·  752 ·  753 ·  754 ·  755 ·  756 ·  757 ·  758 ·  759 ·  760 ·  761 ·  762 ·  763 ·  764 ·  765 ·  766 ·  767 ·  768 ·  769 ·  770 ·  771 ·  772 ·  773 ·  774 ·  775 ·  776 ·  777 ·  778 ·  779 ·  780 ·  781 ·  782 ·  783 ·  784 ·  785 ·  786 ·  787 ·  788 ·  789 ·  790 ·  791 ·  792 ·  793 ·  794 ·  795 ·  796 ·  797 ·  798 ·  799